# Idroscalo di Torino
L'idroscalo di Torino fu un'infrastruttura servita dalla Società Italiana Servizi Aerei (SISA), la prima compagnia aerea italiana per il trasporto di passeggeri che gestì la rotta Torino-Trieste e la più importante dell'Italia settentrionale. Strutture del tutto analoghe e coeve a questa furono realizzate in altre città servite dalla compagnia aerea quali: Pavia, Venezia, Trieste e Zara, divenendo la prima rete di idroscali d'Italia ad uso civile.
La struttura, demolita al termine degli anni cinquanta, si trovava sul fiume Po, fra il Ponte Umberto e il Ponte Isabella.

## Storia

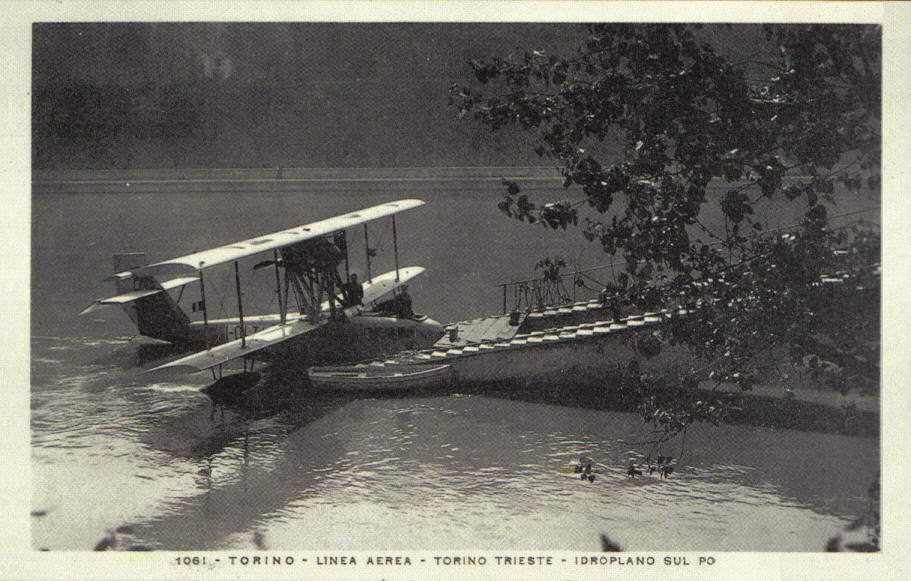
Veduta laterale dell'idroscalo con un CANT 10 Ter (matricola probabile "I-OLTI") della SISA, 1934 circa

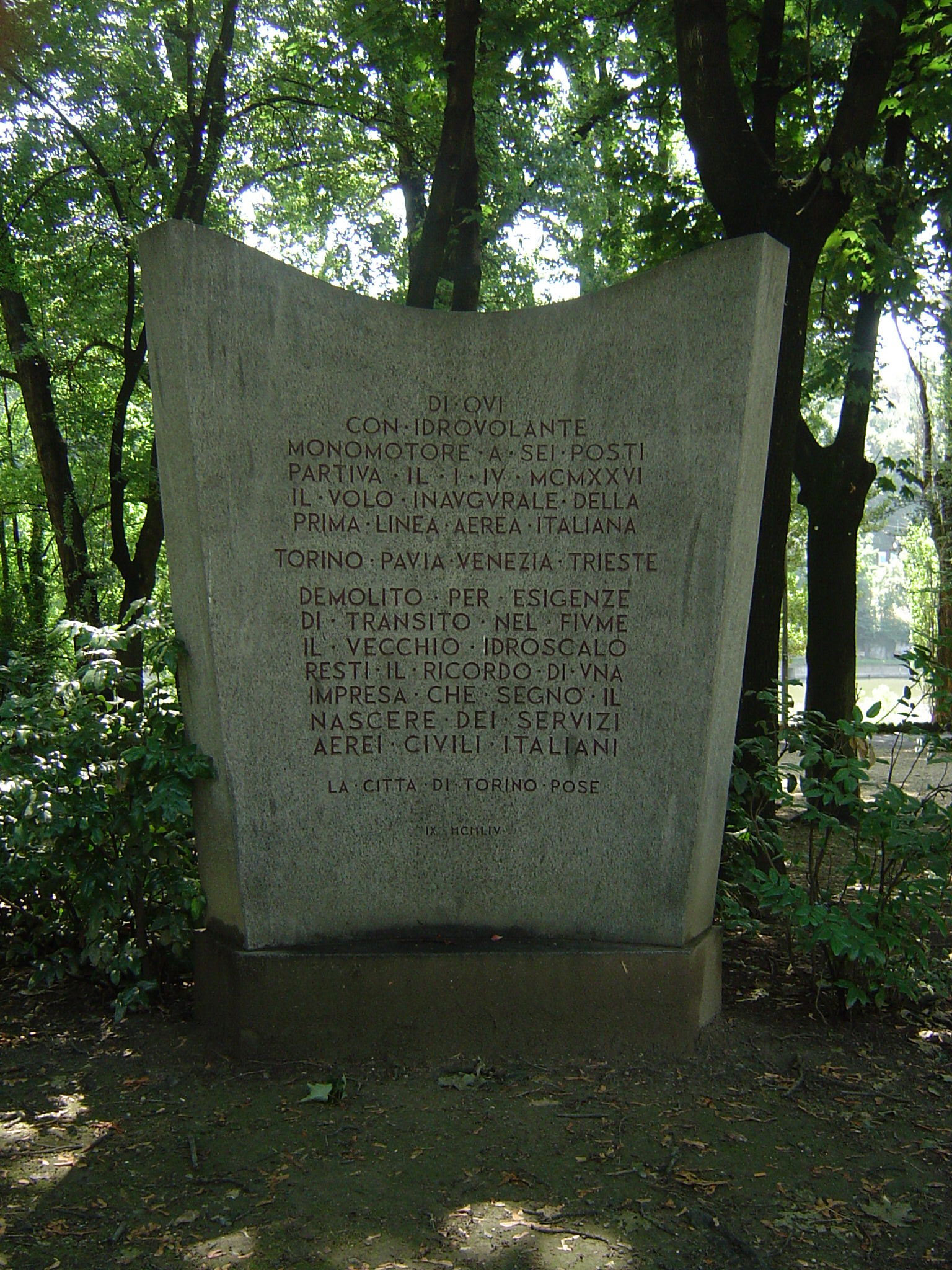
Lapide commemorativa posta nelle vicinanze della sponda del Po

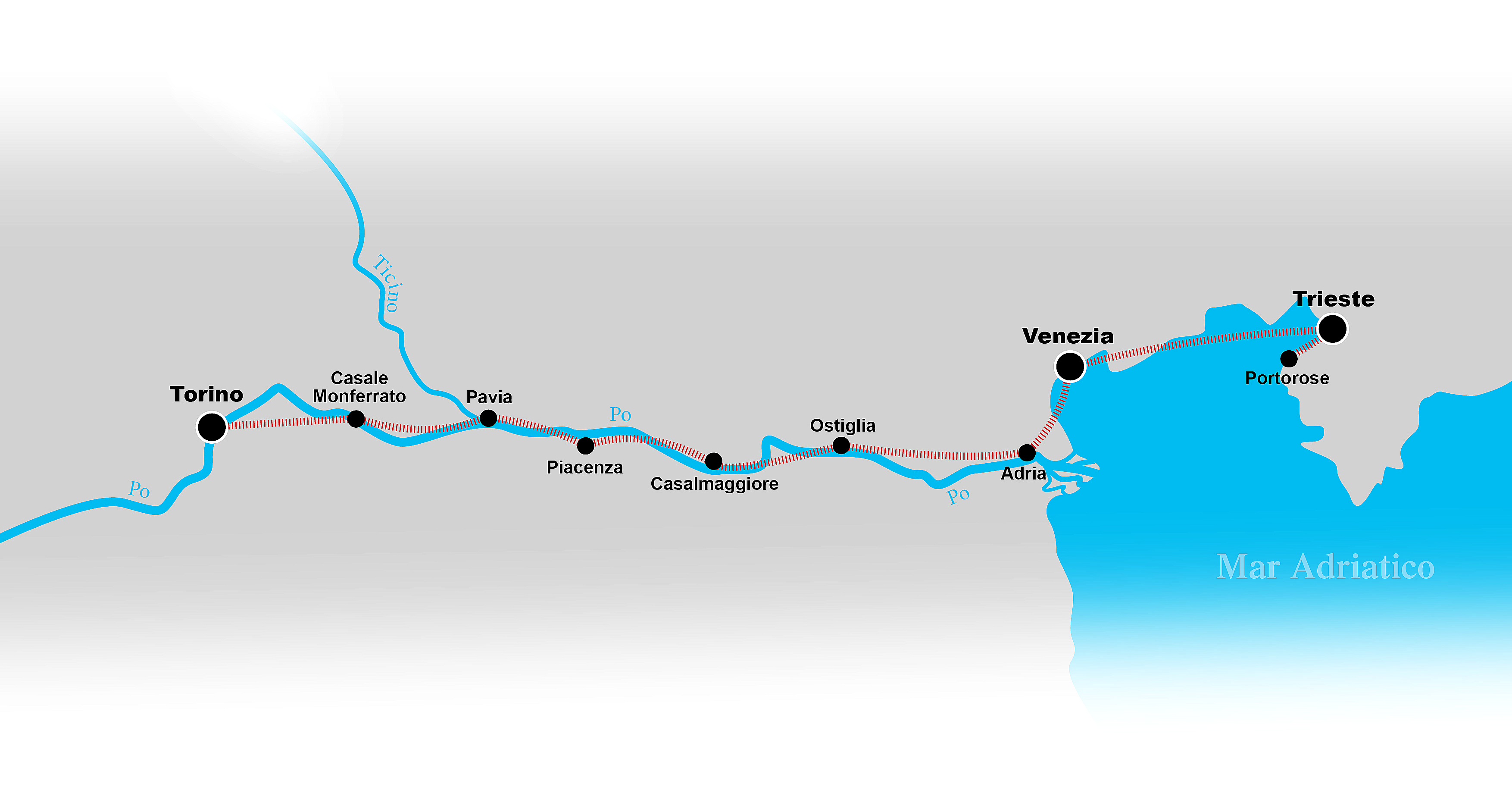
Tratta degli idrovolanti della società SISA

I primi collegamenti con idrovolanti furono effettuati già nel 1924 dalla  Società Italiana Servizi Aerei fondata a Trieste dai fratelli Cosulich. Il successo dei brevi collegamenti tra Trieste e Venezia fecero intravedere delle buone opportunità di sviluppo estendendo il servizio oltre i confini del triveneto e nel 1926 la SISA ottenne l'autorizzazione per l'istituzione della tratta Torino-Trieste, andando a servire un bacino d'utenza che coprì l'intera Pianura Padana e facendo della SISA la prima linea di aviazione civile operante in Italia e la maggiore linea aerea dell'Italia settentrionale.
La costruzione dell'Idroscalo di Torino risale al 1926 e fu contemporanea a quella di analoghe strutture nei principali scali di Pavia, Venezia, Trieste.
La cerimonia ufficiale di inaugurazione della linea aerea avvenne il 1º aprile 1926 a Pavia sul Ticino alla presenza delle autorità locali e di Benito Mussolini giunto appositamente da Roma. Il volo inaugurale partì in contemporanea da Portorose (Trieste) e dall'Idroscalo di Torino con due coppie di idrovolanti biplano monomotore CANT 10 Ter (dotato di sei posti interni) con a bordo il generale Bonzani. In condizioni normali il volo era di una durata di circa cinque ore e copriva una distanza di 574 chilometri; la rotta seguiva il corso del fiume Po, comprendendo inizialmente le tappe nei nuovi idroscali di Pavia e Venezia, con arrivo a quello di Trieste, che fu ricavato riadattando un precedente scalo militare. 
La tariffa del biglietto oscillava tra le 300 e le 375 lire, che corrispondevano circa a uno stipendio medio dell'epoca. Poiché la carlinga dei velivoli non era ancora pressurizzata e vi erano abbondanti spifferi, ai passeggeri veniva offerta una coperta, una borsa dell'acqua calda per difendersi dal freddo e dei batuffoli di ovatta per attutire l'assordante rumore del motore.
Il 16 ottobre 1926 venne istituita una seconda tratta che idealmente continuava la rotta della prima collegando Venezia a Zara, con scalo a Trieste e Lussinpiccolo.
Nel solo primo anno di attività la prima linea aerea civile italiana effettuò ben 575 collegamenti, per un totale di 1.589 ore di volo e di 238.262 km, trasportando 1.588 passeggeri, 13.470 kg di merci e bagagli e 12.946 kg di posta, senza particolari incidenti.
Il servizio procedette fino al 1942 quando la SISA venne assorbita dalla SAM, Società Aerea Mediterranea. In seguito la SAM, come alcune altre compagnie aerei nascenti, concentrarono la loro presenza presso l'aeroporto “Gino Lisa” sorto in zona Mirafiori nel 1910 e l'ormai inutilizzato hangar dell'idroscalo venne trasformato in ristorante.
La struttura venne smantellata nel 1954 e sulla sponda del fiume fu posta una lapide commemorativa.

## Caratteristiche
Progettata dall'architetto Giuseppe Pagano, la struttura dell'idroscalo era relativamente semplice e consisteva in un hangar in legno con finestre sui tre lati edificato su piloni in cemento armato poggianti sul greto del fiume. L'attracco degli idrovolanti avveniva al termine degli scivoli che consentivano le operazioni di sbarco e imbarco dei passeggeri e l'eventuale ricovero del velivolo all'interno dell'hangar; esso, a sua volta, era collegato ad una passerella che conduceva alla sponda del fiume.
L'unica struttura coeva e simile ancora esistente è quella dell'idroscalo di Pavia.